# 脳梁欠損症

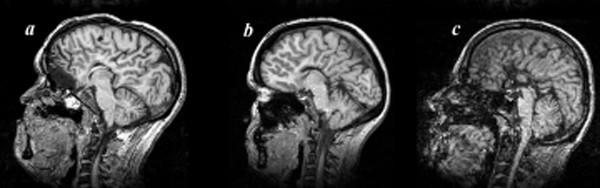
脳梁欠損症の患者のMRI画像。矢状断面。
- (a), (b)： 脳梁は完全に欠損しているが、前交連は存在する。
- (c) ： 脳梁も前交連も共に完全に欠損している。

脳梁欠損症（のうりょうけっそんしょう、英: Agenesis of the Corpus Callosum, ACC）とは、右脳・左脳（大脳半球）を繋いでいる神経の束である脳梁が先天的に欠損している状態のことである。完全欠損と部分欠損がある。脳梁欠損で生まれた場合、発達の遅れ・身体的障害を抱えることがあるが、何ら障害がなく、健常者として生活出来る者も多くいる。

## 脳梁欠損症と合併症
合併症を伴う事があり、その合併症によって、てんかんなどの発作を誘発する事がある。脳梁欠損を伴う疾患として、アイカルディ症候群がある。アイカルディ症候群の患者は、ほぼ女児のみである。